# Прёле, Вильмош
Вильмош Прёле (Проле, венг. Prőhle Vilmos; 1871—1946) — венгерский тюрколог, карачаевовед и башкировед, один из основоположников научного карачаево-балкароведения.

## Биография
Родился 29 октября 1871 года в городе Ньиредьхаза Австро-Венгрии. Окончил Будапештский университет. В 1895 году защитил диссертацию по турецкому языкознанию. В 1899—1917 годах работал преподавателем в евангелической гимназии. С 1908 года был приват-доцентом Клужского университета Австро-Венгрии. В 1919—1920 годах работал преподавателем турецкого языка и литературы в Дебреценском университете. В 1920—1922 годах был депутатом Национального собрания Королевства Венгрия от города Дебрецен, был одним из лидеров движений — «Союза пробуждающих мадьяр» и «Союза Этелькез». В 1923—1943 годах преподавал восточно-азиатские языки на кафедре арабской филологии Будапештского университета.

## Научная деятельность
По линии Венгерского комитета Интернационального средне- и восточноазиатского общества и под руководством Берната Мункачи направлялся на стажировку в Российскую империю. В 1901 году посетил Башкирию. В 1901 году венгерский тюрколог записал один из вариантов башкирского эпоса «Заятуляк и Хыухылу». Небольшая часть его материалов была опубликована в Будапеште под названием «Вариант известной башкирской сказки» на немецком и венгерском языках. В России учёный собрал значимые материалы по башкирскому, балкарскому и карачаевскому языкам.
В 1908—1916 годах опубликовал на венгерском и немецком языках первые работы по карачаево-балкарскому языку и в том числе несколько стихотворных текстов народного поэта Карачаево-Черкесии Касбота Кочкарова.